# Jacinto Carranza
Jacinto Carranza (1881 - 21 de julio de 1958) fue un historiador y político uruguayo perteneciente al Partido Nacional.

## Biografía
Descendiente por línea paterna del coronel José Ambrosio de Carranza y Molina, natural de Córdoba, casado en Montevideo con María Álvarez de Navia —Condesa de Cien Fuegos—, combatiente contra las invasiones inglesas y en otras importantes intervenciones militares. Por parte materna, era descendiente de las líneas familiares que contaron con Monseñor Jacinto Vera, primer Obispo de Montevideo y de quien llevó su nombre. 
Escritor y periodista, tuvo destacada labor en la investigación por la revisión histórica desde la óptica del partido Nacional. En esta tarea recibió el apoyo de sus tíos, el coronel Horacio Carranza Simpson, gobernador de la provincia de San Luis y del doctor e historiador  José Manuel Sienra Carranza. Utilizó los seudónimos de «Hélpide» y «Tres equis».
Sus libros no solo tratan temas vinculados al partido Nacional, sino otros temas históricos uruguayos desde una visión nacionalista. En Por sendas trilladas describe un pormenorizado estudio de los sucesos de 1836 en adelante. También cabe mencionar ¿Cuántos eran los Treinta y Tres?, La Tricolor de Artigas, Oribe y los programas del Partido Nacional, A través de una centuria, Historia, nomenclatura y otras yerbas, Las aguas de Lucio, Por sendas trilladas (El Siglo Ilustrado, 1931). 
Defensor acérrimo de Manuel Oribe, destacó siempre la modestia del segundo jefe de los Treinta y Tres Orientales, haciendo hincapié en que no usó el título de teniente coronel que se le había conferido en 1823, en estos términos: «Sin pedirla, como Lavalleja la suya, le había reconocido el Cabildo Representativo de ese año de 1823, esa su jerarquía de Sargento Mayor y más aún sin gestionarla él, lo había nombrado Teniente Coronel de Caballería de Línea, condición ésta de que carecía el grado reconocido a Lavalleja, Teniente Coronel a secas... Quien de este desprendimiento venía dando pruebas y quien no tenía otro norte que reconquistar la libertad de su patria, en los momentos en que su atención estaba consagrada por entero a esta superior finalidad no iba, por supuesto, a subalternizarse haciendo cuestión de grados y de sueldos». 
Falleció el 21 de julio de 1958, por lo que no llegó a ver el triunfo del partido Nacional en las Elecciones generales de Uruguay de 1958 realizadas el 30 de noviembre de ese año. Fue velado en la Casa del Partido Nacional y el directorio del partido, expresó en actas su pesar por el deceso de «este dignísimo e ilustrado correligionario, servidor ejemplar de la causa nacionalista a la que aportó con inalterable lealtad su esfuerzo cívico y el caudal de su notable preparación en materia histórica».
- Datos: Q5924146